# 受取拒否
日本における受取拒否（うけとりきょひ）とは郵便や宅配便など様々な配達物において、自分宛ての個別の配達物を受け取りたくなく、明示的に受け取りを拒絶する意思を示して返送してほしい時に利用できる制度である。

## 郵便
日本郵便において受取拒否に相当する取り扱いは受取拒絶と称される。
日本郵便が配達する郵便の場合、これが可能なのは名あて人（宛名の人物）本人だけである。たとえば、同居の家族宛て、集合住宅における旧住人宛て、事業所において退職者宛ての郵便を他の社員が受取拒絶する権利はない。
普通郵便は配達後であっても未開封なら受取拒絶が可能だが、書留の場合は押印（または署名）をして受け取った後は受取拒絶の対応は不可となる。なお、配達先が不在かつ留置き期間経過後に返送されるものは、ここで言う受取拒否には該当しない。
普通郵便の場合、配達後に受取拒絶を希望する場合（未開封に限る）は郵便物等に「受取拒絶」と日付、氏名を記載し、押印をしたメモ付せんを貼り付け、配達担当者に渡す、あるいは郵便窓口に持参するか、郵便ポストに投函すれば差出人へ返還される。受け取りを拒絶した方の印を押印又は署名を記載書留の場合は配達時に申し出ることも可能である。（いずれの場合も返送先では、名あて人が受取拒否したことがわかる。）

### 例外
以下の条件をすべて満たしている場合のみ、受取拒否する事が出来る。
- 多人数が集合する場所の受付において受領印が押印されて配達されたものである場合。
  - 多人数が集合する場所の例：企業、病院、集合住宅で管理人等本人以外が受け取って本人に渡す場合。
- 受領後遅滞なく受取拒否の申出がある場合。
- 開封しておらず、封かんに異常がない場合。
- 配達証明、特別送達、代金引換を利用していない場合。

## 宅配便
宅配便の場合は前述の書留の場合と方法は同じである。ただし宅配便の場合は、いったん不在票が入った後であれば、配達会社に電話して受取拒否を申し出ることができる場合がある。

### メール便（クロネコDM便等）
受取人が荷物の受け取りを拒否したいとヤマト運輸へ伝えれば、依頼主へヤマトが連絡および返品の手配する。